# 415 a. C.
El año 415 a. C. fue un año del calendario romano prejuliano. En el Imperio romano se conocía como el Año del Tribunado de Coso, Vibulano, Voluso y Cincinato (o, menos frecuentemente, año 339 Ab urbe condita).

## Acontecimientos
- Expedición ateniense a Siracusa (Sicilia) bajo el mando de Alcibíades, Lámaco y Nicias y mutilación de los hermas en Atenas la víspera de partir la expedición.
- Comienza la II guerra del Peloponeso. Se unen a la expedición ateniense fuerzas de Argos y Mantinea.
- Las ciudades de Sicilia de Catania y Siracusa se alían a los atenieneses.
- Alcibíades abandona la expedición ateniense de Sicilia; es destituido. Se refugia en Élide y posteriormente en Esparta.

## Arte y literatura
- Las troyanas, de Eurípides.

## Fallecimientos
- Pisutnes